# Sergueï Dourov
Pour les articles homonymes, voir Dourov.
Sergueï Fiodorovitch Dourov (en russe : Сергей Фёдорович Дуров), né le 4 janvier 1815 (16 janvier dans le calendrier grégorien) dans le gouvernement d'Orel et mort le 6 décembre 1869 (18 décembre dans le calendrier grégorien) à Poltava, est un poète et traducteur russe.

## Biographie
Dourov passe son enfance à Kiev où son père est commandant de police. Il est ensuite pensionnaire à la pension de la noblesse (devenue en 1830 lycée classique no 1) de Saint-Pétersbourg, puis travaille comme employé de banque et, à partir de 1840, comme traducteur à la chancellerie du ministère de la marine. Ses premières publications notables datent de 1843, mais c'est surtout à la fin des années 1840 qu'il entre activement en littérature, prenant sa retraite (à trente-deux ans) de la fonction publique.
Dourov fréquente le cercle de l'intellectuel révolutionnaire Mikhaïl Petrachevski (1821-1866) et au printemps 1848 fonde son propre cercle musicalo-littéraire que fréquentent des intellectuels opposants au régime de Nicolas Ier, tels que Dostoïevski et son frère Mikhaïl, le poète Plechtcheïev, Alexandre Palm, et d'autres membres du cercle de Petrachevski comme Nikolaï Spechnev ou Pavel Filippov. Dourov est arrêté avec certains de ses amis en avril 1849 et emprisonné à la forteresse Pierre-et-Paul. Il est condamné à mort en décembre en même temps que Dostoïevski et Plechtcheïev, condamnation aussitôt commuée en quatre ans de travaux forcés. Il est déporté en Sibérie dans la zone de relégation d'Omsk avec Dostoïevski.
À la fin de sa peine en 1854, Dourov est enrôlé comme soldat du rang au bataillon de ligne de Petropavlovsk, puis en service civil à cause de ses capacités physiques insatisfaisantes. Il a le droit de retourner en Russie d'Europe en 1857, sans celui de résider à Saint-Pétersbourg. Il habite dans la famille de Palm et à l'été 1858 est invité chez Ivan Pouchtchine (1798-1859) dans son domaine de Marino dans le gouvernement de Moscou. Après la mort de Pouchtchine, Dourov habite à Marino pendant l'année 1862-1863. Il reçoit la permission en 1863 de retourner vivre dans la capitale impériale, mais il préfère partir pour Odessa, puis vivre à Kichinev (1864-1868). Il passe les derniers mois de sa vie à Poltava.

## Carrière littéraire
Sa carrière littéraire ne se passe qu'entre 1843 et 1849 avant son arrestation. Ses poèmes et ses traductions sont publiés dans La Gazette littéraire, La Bibliothèque pour la lecture, L'Illustration, Le Messager de Finlande, Les Nouvelles de Saint-Pétersbourg, etc. Il rédige une biographie de Nikolaï Khmelnitski avec un recueil de ses œuvres dans une édition d'Alexandre Smirdine (1849).
En plus de poésies, il écrit des nouvelles et des récits, des « études physiologiques ». Il traduit des œuvres dont la thématique principale est sociale, ainsi d'Auguste Barbier, Victor Hugo, Béranger, mais aussi Chénier, Byron ou Mickiewicz. Il peut publier de nouveau des poèmes à son retour de Sibérie, dans le mensuel Rousskoe slovo ou dans Le Contemporain.
Son meilleur poème est considéré comme étant Quand le tragédien....

## Source
- (ru) Cet article est partiellement ou en totalité issu de l’article de Wikipédia en russe intitulé « Дуров, Сергей Фёдорович » (voir la liste des auteurs).